# Maître de Virgile
Le Maître de Virgile ou Maître du Virgile est un maître anonyme enlumineur actif à Paris entre 1380 et 1420. Il doit son nom aux manuscrits de l'Énéide et des Bucoliques qu'il a contribué à enluminer. Il a été identifié pour la première fois par l'historien de l'art Millard Meiss.

## Éléments biographiques et stylistiques
Il est sans doute employé au cours des années 1390 et 1410, au service du duc Jean Ier de Berry. On dénombre au moins six manuscrits décorés de sa main et commandés par le duc. L'enlumineur travaille aussi pour l'entourage du prince, dont son trésorier Jacques Courau. C'est pour ce dernier qu'il peint des manuscrits de Virgile qui lui a donné son nom de convention. À plusieurs reprises, il a collaboré avec d'autres enlumineurs parisiens tels que le Maître d'Egerton et l'atelier du Maître de Boucicaut. Son style se caractérise par des représentations de récits de grande ampleur, avec un attachement pour les détails d'architecture et de vêtements de son époque. Sa palette particulière est composée principalement de bleu roi, de rouge sang, de mauve, de lavande, de vermillon, de bordeaux et de vert. 

## Principaux Manuscrits attribués

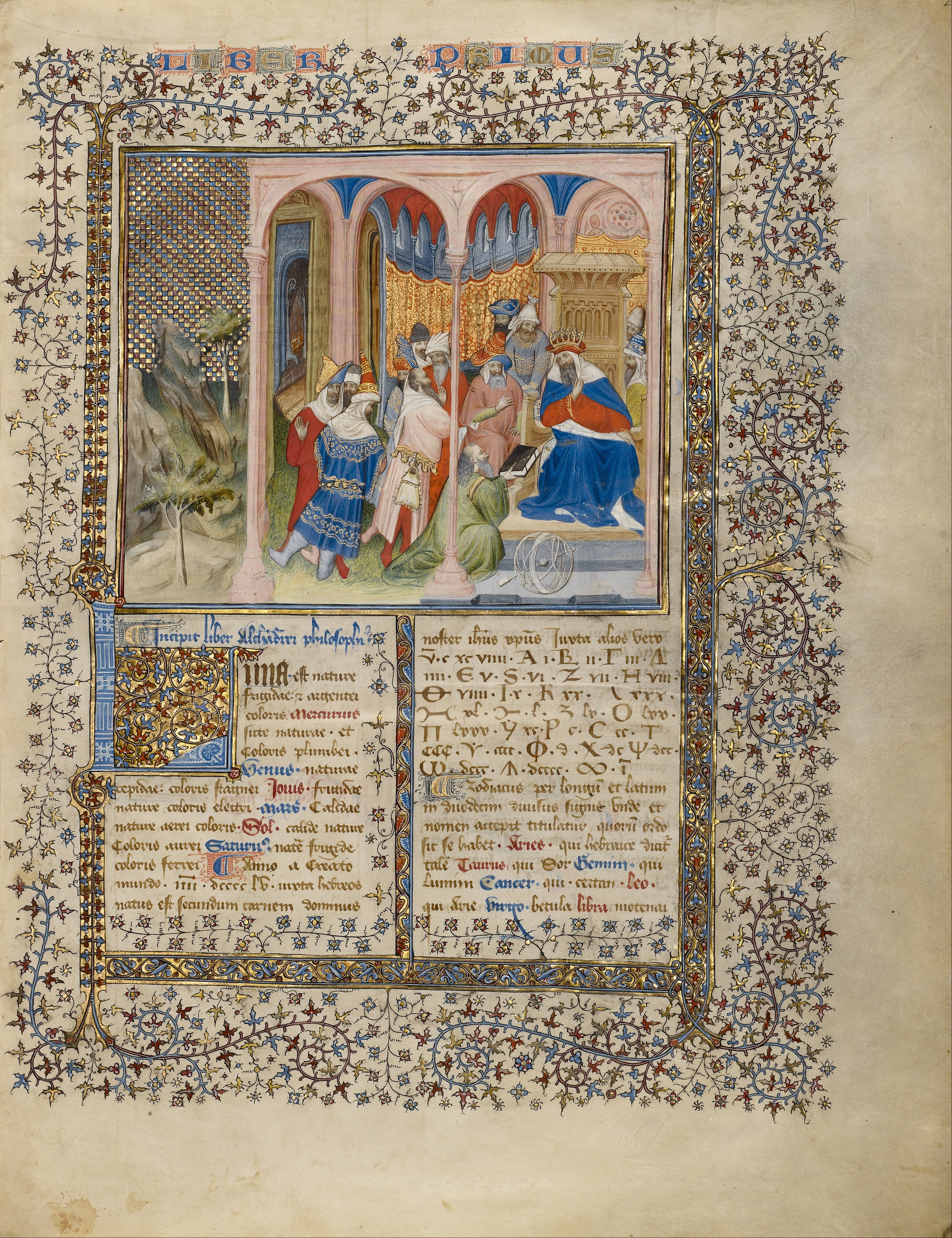
Livre d'Alchandreus, Getty Center, Ms.72, f.2

Une soixantaine de manuscrits lui sont attribués, au moins partiellement, dont une douzaine de bibles historiales.
- Chroniques de France ou de Saint-Denis, vers 1380, Londres British Library, Royal MS 20 C VII[3]
- La Thébaïde et l'Achilléide, vers 1400, plusieurs miniatures en collaboration avec notamment avec le Maître d'Orose et le Maître de la Cité des dames, d'un manuscrit conservé à la British Library, Burney 257[4]
- Manuscrit des Grandes chroniques de France, 1 miniature, vers 1400-1405, Chantilly, Musée Condé, Ms.867
- Manuscrit de Valère Maxime offert au duc Jean de Berry avant 1402, Bibliothèque nationale de France, Fr.282[5]
- Manuscrit de Tite Live traduit par Pierre Bersuire ayant appartenu à Jean de Berry, 1403, BNF Fr.263[6]
- Bible historiale, en 2 volumes, en collaboration avec un disciple de Jacquemart de Hesdin et le Premier Maître de la Bible historiale de Jean de Berry, vers 1402-1403, British Library, Harley 4381-4382[7]
- Manuscrit de l'Énéide et des Bucoliques de Virgile, 1403, Florence, Bibliothèque Laurentienne, ms Med. Pal. 69
- Manuscrit du Livre des propriétés des choses de Barthélemy l'Anglais, offert à Jean de Berry en 1404, Musée Condé, ms. 339.
- Manuscrit de la Légende dorée traduit par Jean de Vignay, 1404, BNF Fr.414
- Bible historiale pour Jean de Berry, en 1405, en collaboration avec le Maître de la Cité des dames et le Maître des Clères Femmes, Paris, Bibliothèque de l'Arsenal, Ms.5057-5058[8]
- Livre du philosophe Alchandreus et textes de Boèce, 1405, Los Angeles, J. Paul Getty Museum, Ms.72[9]
- Heures à l'usage de Rome, vers 1405-1410, Cambridge, Fitzwilliam Museum, Mac Clean 079
- Manuscrit des Chroniques de Froissart pour Louis de Luxembourg, vers 1410, La Haye, Bibliothèque royale, 72 A 25
- Le livre de l’art de chevalerie de Végèce, vers 1410-1415, Turin, Biblioteca Reale, Saluzzo 188
- Bible historiale, en collaboration avec le Maître d'Egerton, le Maître de Boucicaut et le Maître du Bréviaire de Jean sans Peur, vers 1410-1415, British Library, Royal 15 D III[10]
- Heures à l'usage de Paris, vers 1410-1420, Cambridge, Trinity College, Ms.269-270 (B.11.31-B.11.32)
- Bible historiale, vers 1414-1415, en collaboration notamment avec le Maître de la Cité des dames, Bruxelles, Bibliothèque royale de Belgique, Ms.9001
- Bible historiale, avant 1415, en collaboration avec le Maître de la Cité des dames et le Maître des Clères Femmes, BRB Ms.9024-9025
- Un abrégé de la Bible, vers 1415, Musée Condé, Ms.28
- Manuscrit du Livre des propriétés des choses de Barthélemy l'Anglais, ayant appartenu à Jean de Berry, avant 1416, Bibliothèque municipale de Reims, Ms.993[11]